# Nicolaas Box
Nicolaas Box (Amsterdam, 5 november 1785 – Paramaribo, 27 januari 1864) was een Nederlands plantageadministrateur in Suriname, etser en tekenaar.

## Biografie
Nicolaas Box kwam op een leeftijd van circa 37 jaar naar Paramaribo, in 1822, een jaar na de grote stadsbrand. Hij huwde met Anna Magdalena Flu en woonde sinds 1836 in het Hoekhuis aan de Waterkant. Op zijn naam staan een aantal vrijlatingen van slaven (manumissies) vermeld, bij elkaar meerdere tientallen. In 1827 en 1863 was hij korte tijd terug in Nederland.
Hij werkte bij het secretariaat van het gouvernement en maakte het uiteindelijk tot lid van het bestuur. Hij was commissielid die de gewapende dienst in Nederland ondersteunde en aanmoedigde en eerste wethouder. In 1839 was hij gedurende korte tijd lid van de Koloniale Raad. Sinds 1827 was hij administrateur voor enkele plantages, waaronder Moed en Kommer, Adrichem aan de Warappakreek en d'Eendragt. Hij werkte als administrateur onder de firmanaam Box en Co. Daarnaast was hij redactielid van de Surinaamse Almanak en diaken voor de Hervormde Kerk.
Hij is ook bekend gebleven als kunstenaar en leefde in dezelfde periode in Paramaribo als Gerrit Schouten. 89 van zijn tekeningen zijn in het bezit van het Surinaams Museum in Paramaribo en ook het Rijksmuseum in Amsterdam heeft werk van hem in de collectie. Hij richtte zich vooral op landschappen en plantagegezichten en tekende in aquarel, potlood en gewassen inkt.
Nicolaas Box is op 27 januari 1864 overleden en drie dagen later begraven op de begraafplaats Nieuwe Oranjetuin. Hij is 78 jaar oud geworden.